# Acrothamnus hookeri
Acrothamnus hookeri är en ljungväxtart som först beskrevs av Otto Wilhelm Sonder, och fick sitt nu gällande namn av Christopher John Quinn. Acrothamnus hookeri ingår i släktet Acrothamnus och familjen ljungväxter. Inga underarter finns listade i Catalogue of Life.